# Digitaria insularis
Digitaria insularis är en gräsart som först beskrevs av Carl von Linné, och fick sitt nu gällande namn av Carl Christian Mez och Erik Leonard Ekman. Digitaria insularis ingår i släktet fingerhirser, och familjen gräs. Inga underarter finns listade i Catalogue of Life.

## Bildgalleri

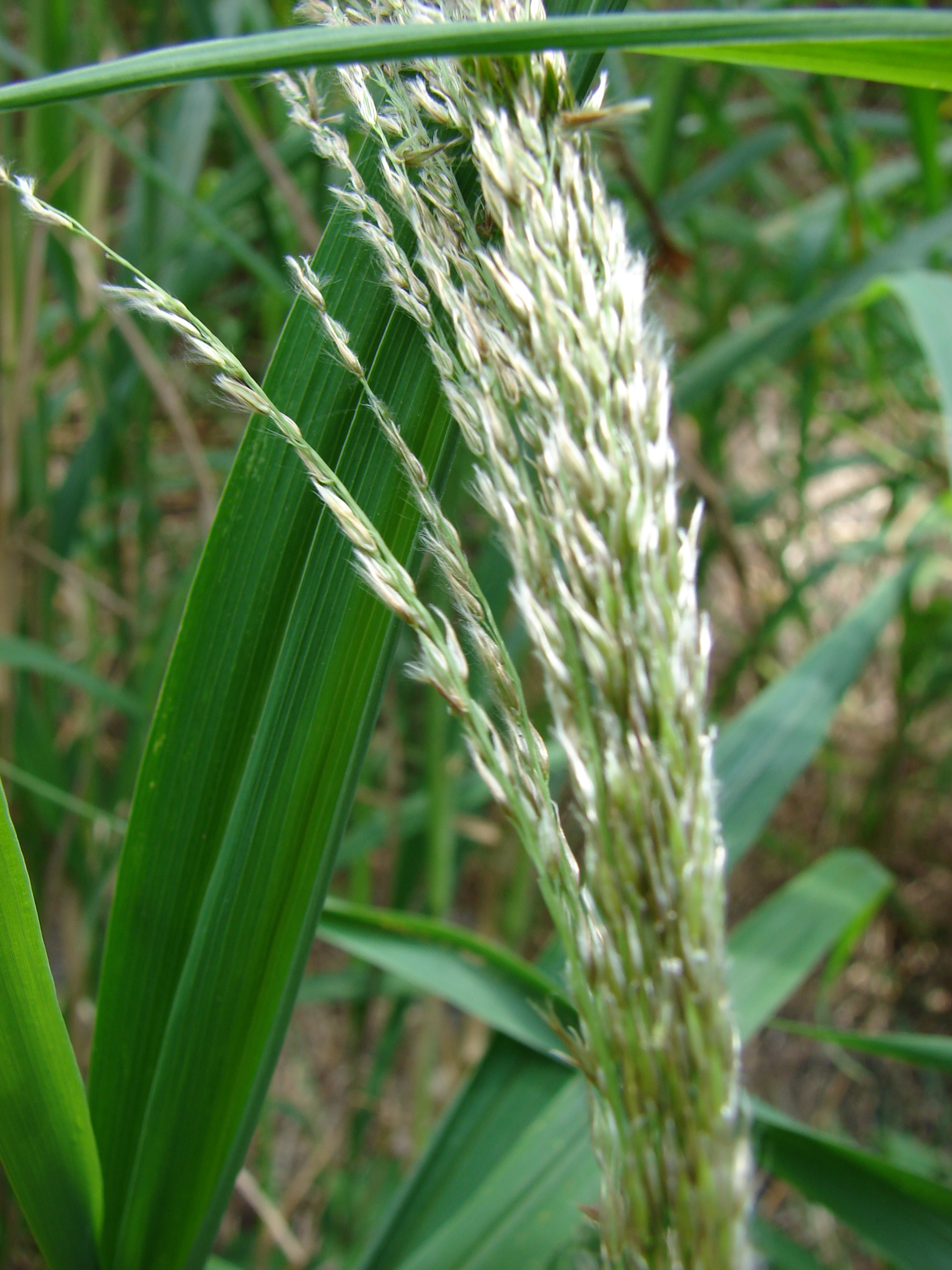
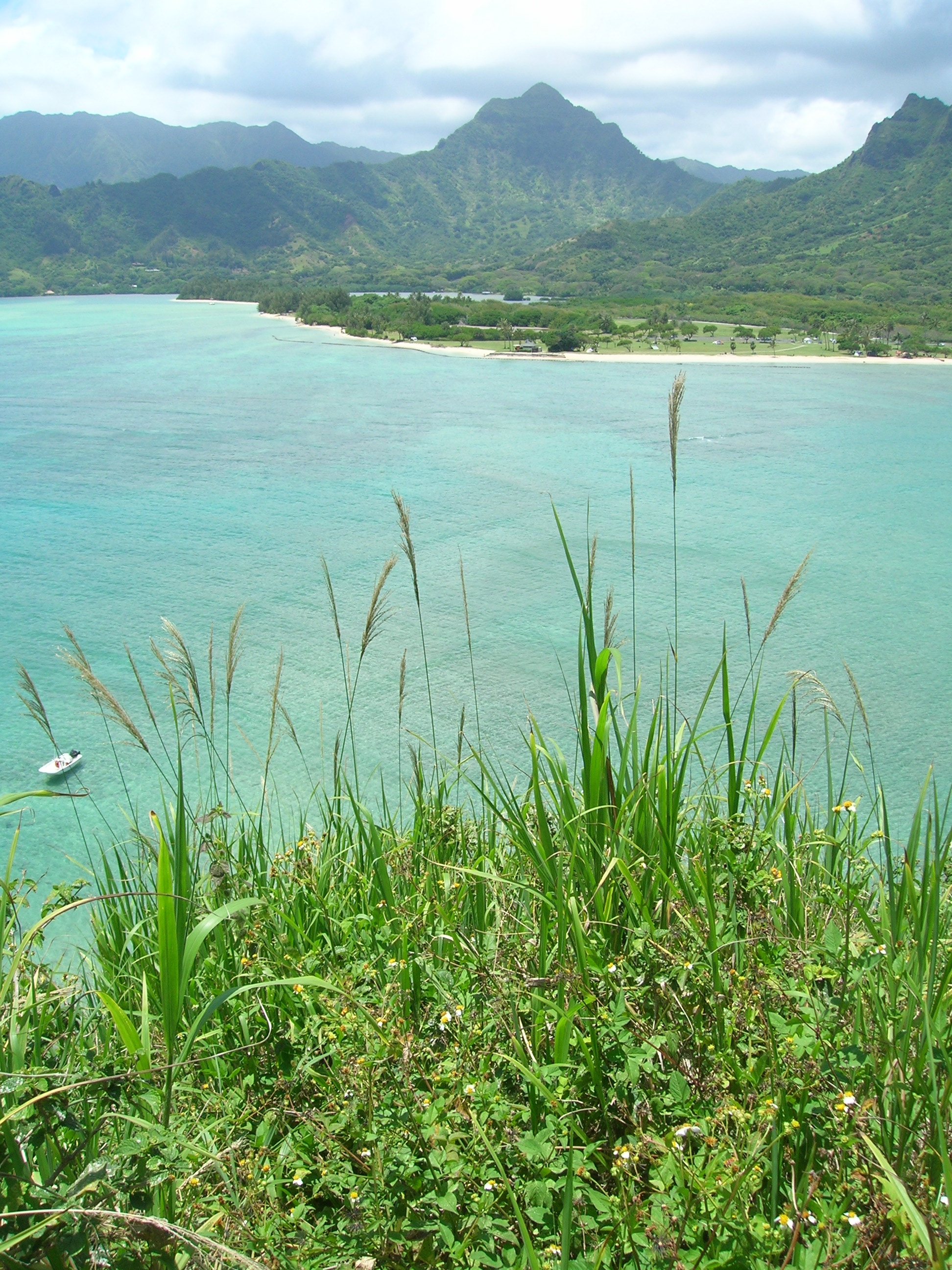
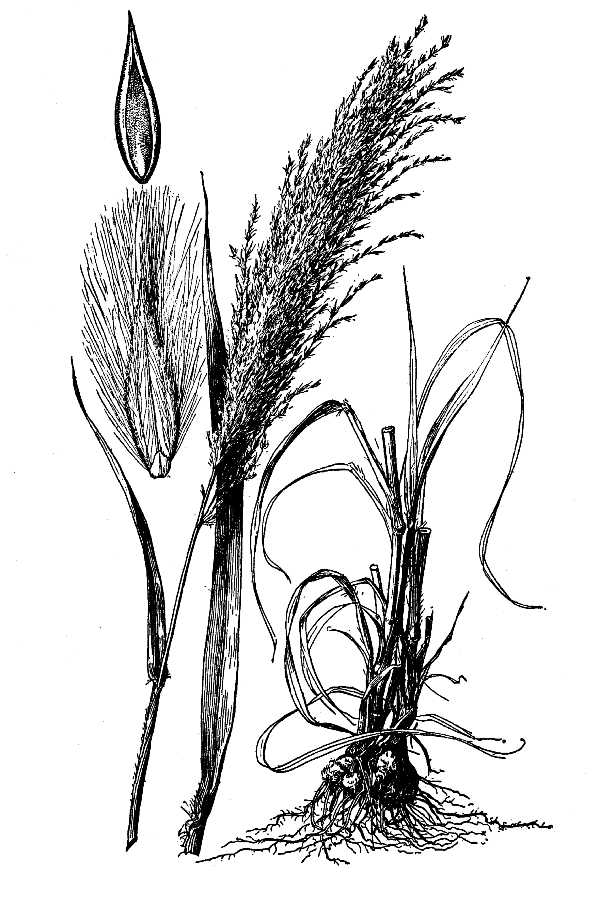
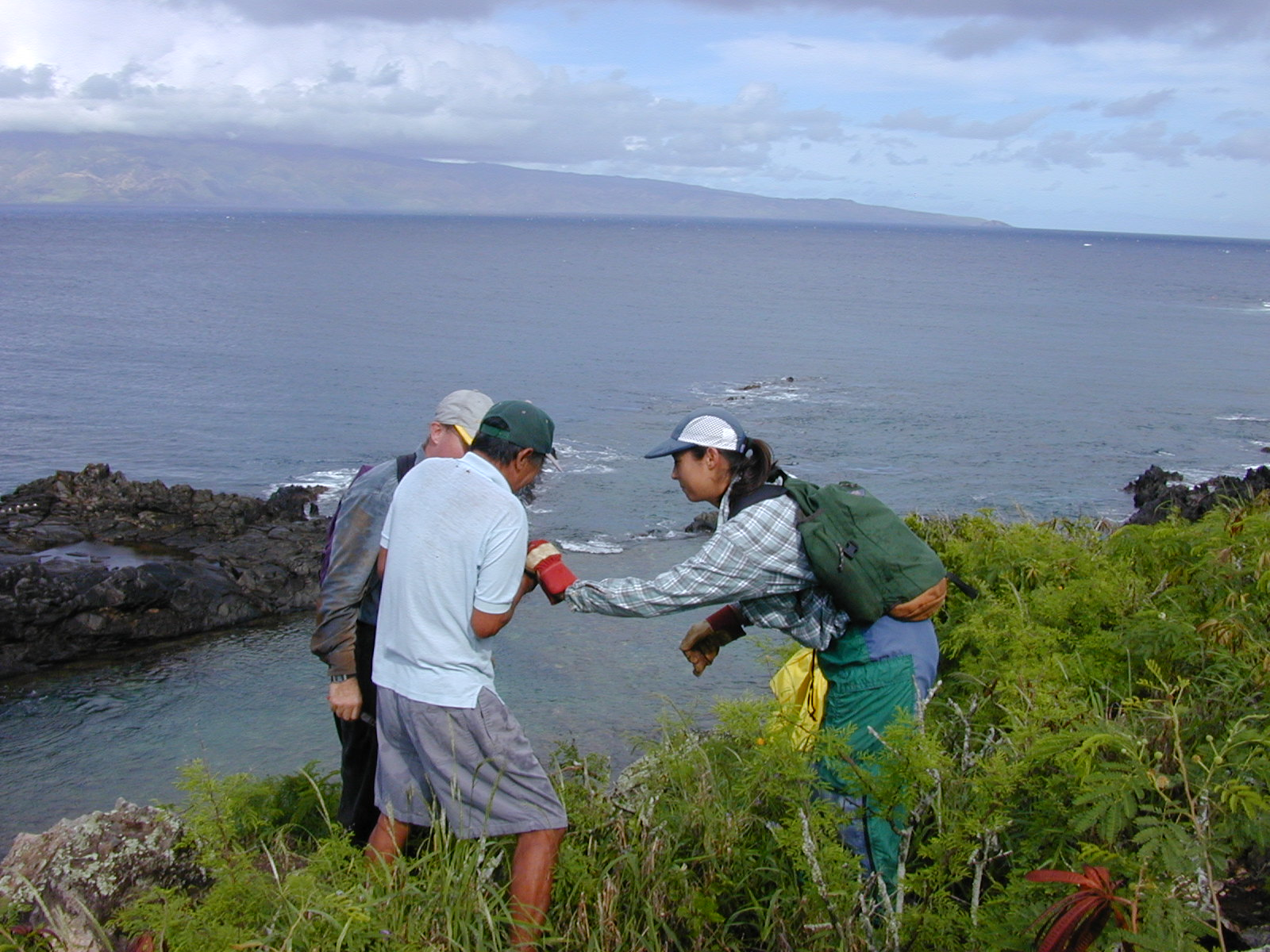